# 福田哲也
福田 哲也（ふくだ てつや、1983年6月23日 - ）は、日本のラグビーユニオン選手。

## プロフィール
- 大分県出身[1]。
- ポジションはスタンドオフ(SO)。
- 身長 175cm、体重 87kg
- ニックネームはテツ。
- 日本選抜に選ばれたことがある[2]。

## 略歴
ラグビーを始めたきっかけは友人に誘われたことから。
2002年、大分海洋科学高校卒業後、大阪体育大学に入学する。
2005年、大阪体育大学ラグビー部の主将に就任した。
2006年、大阪体育大学卒業後、コカ・コーラウエストレッドスパークス（現・コカ・コーラレッドスパークス）に加入。同年10月1日に行われたジャパンラグビートップリーグ第4節のトヨタ自動車ヴェルブリッツ戦にて途中出場で公式戦初出場を果たす。
2017年、コカ・コーラレッドスパークスを退団した。